# سیارک ۶۹۹۲
سیارک ۶۹۹۲ (به انگلیسی: 6992 Minano-machi، نامگذاری:1995BT1) شش هزار و نهصد و نود و دومین سیارک کشف شده‌است که در ۲۷ ژانویه ۱۹۹۵ کشف شد.
قدر مطلق سیارک برابر ۷۴.۰ است.